# Jacques Foix
Jacques Foix (26. november 1930 - 14. juni 2017) var en fransk fodboldspiller (angriber).
Foix spillede i perioden 1953-1956 syv kampe og scorede tre mål for det franske landshold. På klubplan repræsenterede han blandt andet Toulouse, Saint-Étienne og Nice.